# Ipiaú
Ipiaú, ciutat de l'estat brasiler de Bahia, terra de l'escriptor Euclides Net. Està situat a 353 quilòmetres de Salvador de Bahia. Limita amb els municipis de Jequié, Itagibá, Ibirataia, Barra do Rocha, Aiquara i Jitaúna.